# Handianus bejbienkoi
Handianus bejbienkoi är en insektsart som beskrevs av Dlabola 1958. Handianus bejbienkoi ingår i släktet Handianus och familjen dvärgstritar. Inga underarter finns listade i Catalogue of Life.